# Marc Barcelo
Pour les articles homonymes, voir Barcelo.
 (novembre 2018).
Marc Barcelo, né en 1956, est un scénariste de bande dessinée français, qui a collaboré avec le dessinateur Jean-Louis Tripp jusqu'au milieu des années 1980.

## Œuvres
- L'Autre Idiot, dessins de Jean-Louis Tripp, Futuropolis, collection X, 1985
- Le bœuf n'était pas mode, dessins de Jean-Louis Tripp, Transit, 1978[1]
- Dinghys dinghys - Lannapurna club, dessins de Jean-Louis Tripp, Milan, 1984 (ISBN 2-86726-048-4) édité erroné (BNF 34781231)
- Jacques Gallard, dessins de Jean-Louis Tripp, Milan

2. Soviet zig zag, 1986  (ISBN 2-86726-107-4)
- Le Pari, dessins de Jean-Louis Tripp, Maraccas, 1982
- Peau de banane, dessins de Jean-Louis Tripp, Futuropolis, collection Hic et Nunc, 1982

## Récompenses
- 1987 : Prix Bloody Mary pour Jacques Gallard t. 2 ; Soviet Zig-2ag (avec Jean-Louis Tripp)[2]